# Nakusp
Nakusp är en ort i Kanada.   Den ligger i provinsen British Columbia, i den södra delen av landet, 3 100 km väster om huvudstaden Ottawa. Nakusp ligger 484 meter över havet och antalet invånare är 1 706. Den ligger vid sjöarna  Lower Arrow Lake och Upper Arrow Lake.
Terrängen runt Nakusp är bergig åt sydost, men åt nordväst är den kuperad. Nakusp ligger nere i en dal. Trakten runt Nakusp är nära nog obefolkad, med mindre än två invånare per kvadratkilometer.. Det finns inga andra samhällen i närheten.
I omgivningarna runt Nakusp växer i huvudsak barrskog.